# Jessika Roswall

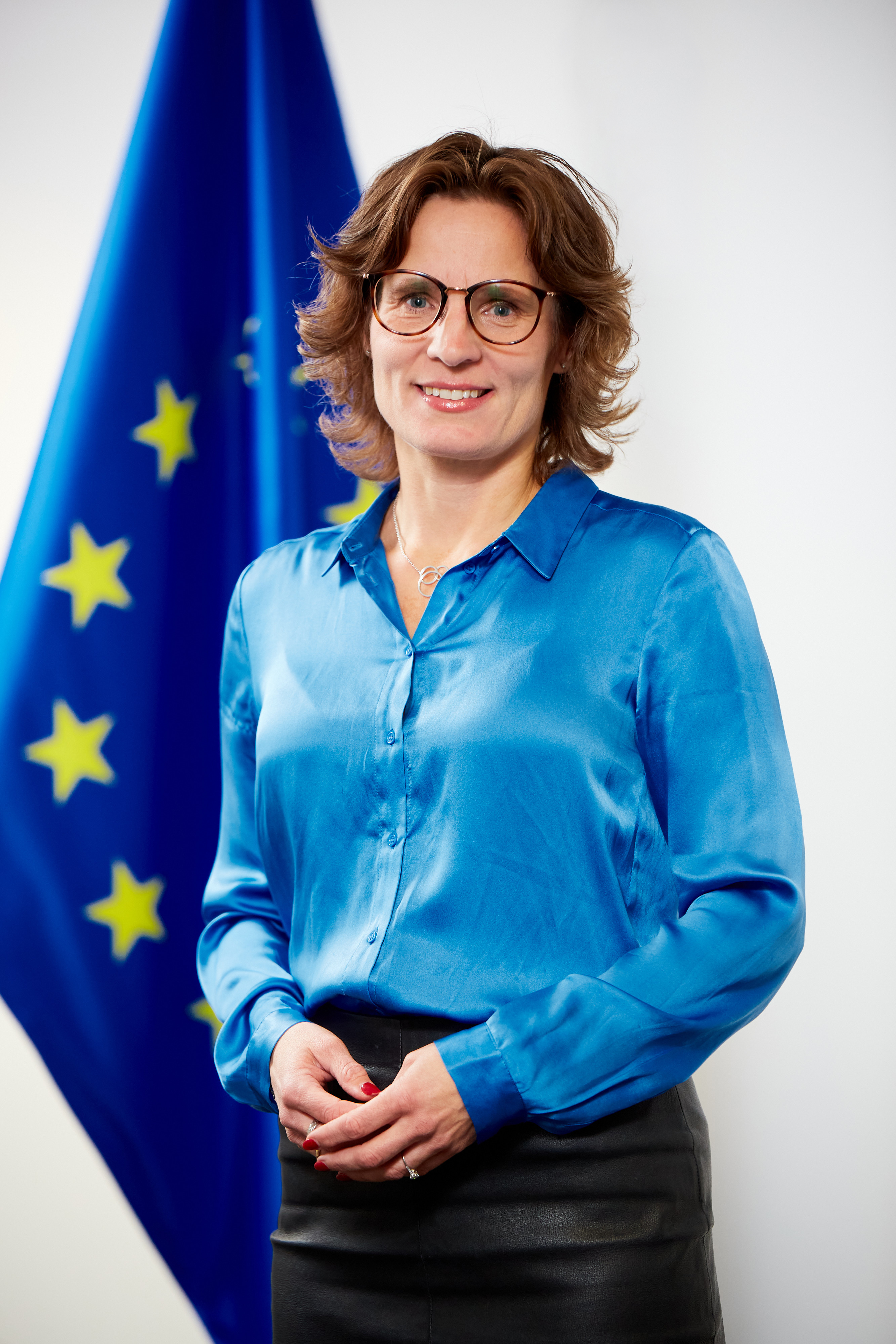
Jessika Roswall (2024)

Jessika Roswall (* 18. Dezember 1972 in Uppsala als Jessika Vilhelmsson) ist eine schwedische Politikerin der Moderata samlingspartiet. Sie war von 2022 bis 2024 Ministerin für EU-Angelegenheiten und Ministerin für Nordische Zusammenarbeit im Kabinett von Ulf Kristersson. Seit der Parlamentswahl 2010 war sie bis 2024 Reichstagsabgeordnete des Riksdag, wo sie den Bezirk Uppsala vertrat.
Seit dem 1. Dezember 2024 ist Roswall EU-Kommissarin für Umwelt, Wasserresilienz und eine wettbewerbsfähige Kreislaufwirtschaft in der Kommission von der Leyen II.